# 奔驰的大葱
《奔驰的大葱》（英語：Onion From the Boot of a Benz），中国大陆喜剧片，导演郭明尔，主演周德华、董立范、吕洋、韩雪薇。

## 剧情
该片讲述内蒙古农民“二子”为了养家糊口到城里去卖大葱所遭遇的啼笑皆非的故事。

## 演出
| 演员   | 角色     | 备注 |
| 周德华 | 二子     |      |
| 张宇菲 | 二子妻子 |      |
| 吕洋   | 吴老板   |      |
| 董立范 | 董事长   |      |
| 王沛禄 | 瘦猴     |      |
| 唐大刚 | 铁锤     |      |
| 韩雪薇 | 女骗子   |      |
| 王政权 | 老狼     |      |

## 制作
该片拍摄于内蒙古自治区呼伦贝尔市。